# Station Warszawa Powiśle
Station Warszawa Powiśle is een spoorwegstation in het stadsdeel Śródmieście in de Poolse hoofdstad Warschau.